# Stanisław Rongenc

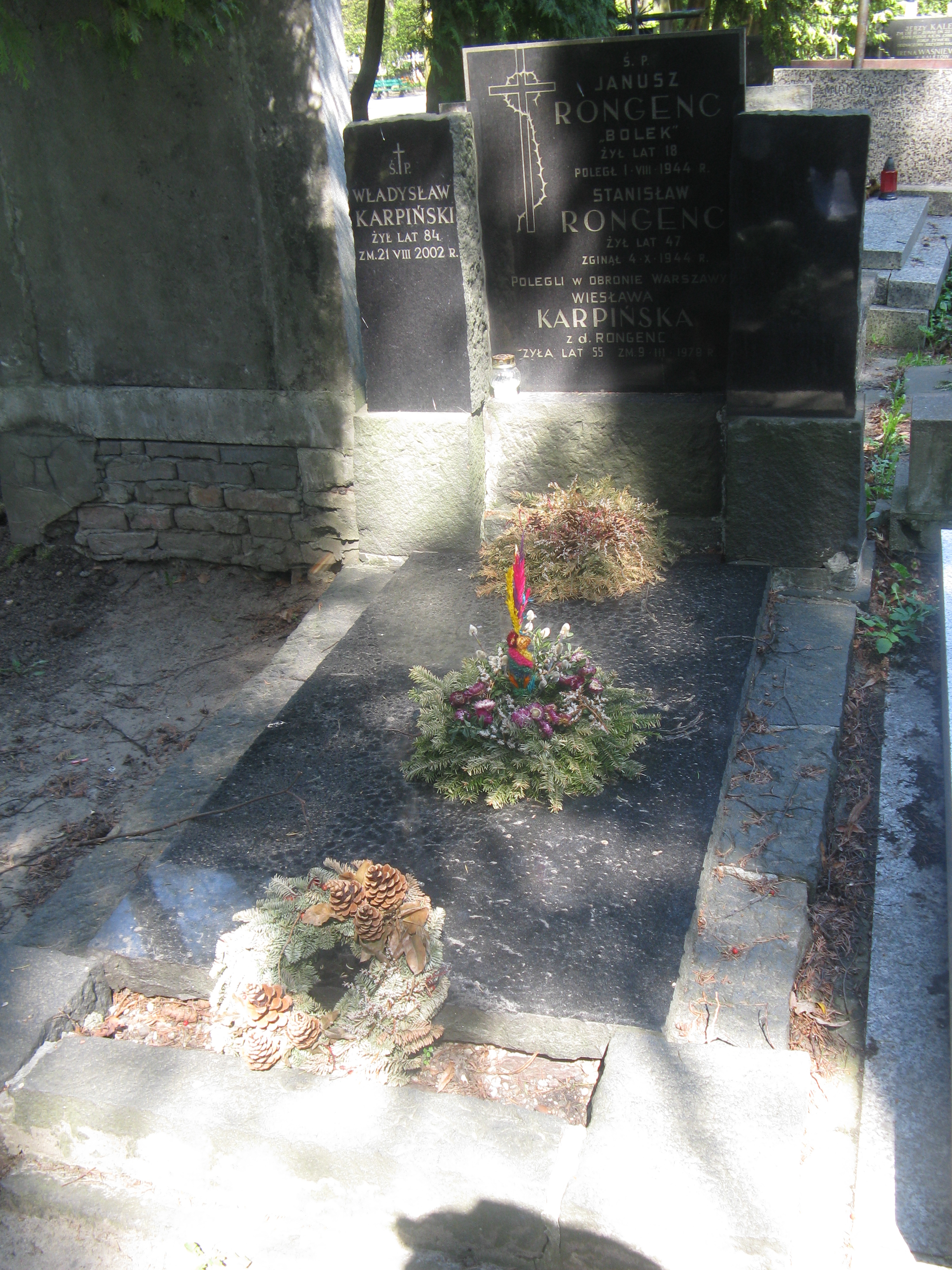
Grób Stanisława Rogenca na Cmentarzu Wojskowym na Powązkach

Stanisław Rongenc (Rongens, Rongiens) pseud. Stary, Stary Robert, Transportowiec (ur. 20 lutego 1897 w Warszawie, zm. 4 października 1944 tamże) – 
działacz socjalistyczny i komunistyczny, powstaniec warszawski, związkowiec, 1931-1938 sekretarz generalny Zarządu Głównego Związku Zawodowego Transportowców, 1943-1944 przewodniczący Komitetu Centralnego RPPS, z zawodu brązownik.

## Życiorys
W 1915 działał w PPS-Lewicy i w Klubie Robotniczym im. Tadeusza Rechniewskiego. Od 22 lipca 1917 członek zarządu Robotniczego Stowarzyszenia Spożywczego "Samopomoc". W listopadzie 1918 brał udział w tworzeniu Rady Delegatów Robotniczych (RDR) miasta Warszawy, występując w imieniu "młodego pokolenia robotników". 15-16 grudnia 1918 był uczestnikiem zjazdu zjednoczeniowego PPS-Lewicy i SDKPiL i zjazdu założycielskiego KPRP/KPP. W połowie 1919 został członkiem Komitetu Warszawskiego KPRP. Kilkakrotnie aresztowany i więziony za działalność komunistyczną. W 1921 na polecenie władz KPRP usiłował utworzyć w Kielcach i Starachowicach "czerwoną frakcję" miejscowego oddziału związku zawodowego metalowców. 1922-1924 działał w Warszawie w ruchu zawodowym spożywców, m.in. współorganizował komunistyczny Robotniczy Związek Zawodowy Przemysłu Mącznego, którego 1922-1923 był sekretarzem. Następnie, po połączeniu tego związku ze Związkiem Robotników Przemysłu Spożywczego, został członkiem egzekutywy "czerwonej frakcji" piekarzy. 4 lutego 1923 został wybrany do Rady Kasy Chorych miasta Warszawy, a od 24 maja do 24 września 1923 zasiadał w jej zarządzie. Od 1925 działacz ruchu zawodowego transportowców, m.in. Związku Zawodowego Automobilistów (ZZA), potem Związku Zawodowego Transportowców (ZZT); wystąpił wówczas z KPP, a w 1929 wstąpił do PPS. Działacz jej lewego skrzydła, od 1930 członek Komitetu Dzielnicowego (KD) PPS Starówka. 1931-1936 członek Warszawskiego Okręgowego Komitetu Robotniczego PPS. W lutym 1934 był delegatem na XXIII Zjazd PPS. Zwolennik jednolitofrontowej współpracy z komunistami. Od 15 lutego 1926 członek warszawskiego zarządu ZZA, współorganizował akcję ogólnopolskiej integracji związków zawodowych kierowców, a po utworzeniu w maju 1923 scentralizowanego ZZA został wiceprzewodniczącym jego Zarządu Głównego (ZG). X 1926-V 1927 sekretarz oddziału warszawskiego ZZA, później kierownik Gospodarczo-Kredytowego Stowarzyszenia Automobilistów w Warszawie. W połowie sierpnia 1931 został wybrany sekretarzem generalnym ZG ZZT (do stycznia 1938). 1931-1939 członek Komisji Rewizyjnej  Komisji Centralnej Związków Zawodowych. Podczas okupacji związany z "Barykadą Wolności" i z ugrupowaniem Polscy Socjaliści (PS); 1 września 1941 brał udział w konspiracyjnym zjeździe zjednoczeniowym grup lewicy socjalistycznej, na którym utworzono PS. Współpracownik Bundu. Od wiosny 1943 przewodniczący Komitetu Warszawskiego RPPS, a od września 1943 przewodniczący Komitetu Centralnego RPPS. Prowadził rozmowy z czołowymi działaczami PPR - Władysławem Gomułką, Bolesławem Bierutem, Aleksandrem Kowalskim, Ignacym Logą-Sowińskim i Władysławem Bieńkowskim w sprawie przystąpienia tworzącego się lewicowego (prokomunistycznego) odłamu RPPS do KRN. 26 czerwca 1944 kierowana przez niego partia zmieniła nazwę na PPS-Lewica. Na początku powstania warszawskiego prowadził rozmowy z Zenonem Kliszką. Organizował aprowizację ludności cywilnej i zaopatrzenie żołnierzy AL. Na krótko przed kapitulacją Żoliborza został ciężko ranny i po kilku dniach zmarł. 8 października 1946 uchwałą Prezydium KRN został pośmiertnie odznaczony Orderem Krzyża Grunwaldu III klasy. Pochowany na Wojskowych Powązkach (kwatera A23-10-2).